# Deep Purple
Deep Purple là một ban nhạc rock người Anh được thành lập ở Hertford, Hertfordshire và Luân Đôn vào năm 1968. Họ được xem là một trong những nhóm tiên phong của dòng nhạc heavy metal và hard rock hiện đại, dù cách tiếp cận âm nhạc của nhóm đã thay đổi qua nhiều năm. Lúc đầu ra đời thì Deep Purple theo đuổi hai thể loại psychedelic rock và progressive rock, rồi nhóm chuyển sang thứ âm thanh nặng đô hơn với album Deep Purple in Rock (1970). Deep Purple cùng với Led Zeppelin và Black Sabbath được xem là "bộ ba bất hảo của nhạc hard rock và heavy metal Anh từ đầu đến giữa những năm 70". Nhóm còn được ghi danh trong Sách Kỷ lục thế giới Guinness năm 1975 là "ban nhạc ầm ĩ nhất thế giới" với buổi hòa nhạc năm 1972 tổ chức ở Nhà hát Rainbow của Luân Đôn và đã tiêu thụ hơn 100 triệu album toàn thế giới.
Deep Purple trải qua nhiều lần thay đổi nhân sự và có 8 năm tạm ngừng hoạt động (1976–1984). Đội hình giai đoạn 1968–1976 thường gắn với bốn cái tên là Mark I, II, III và IV. Đội hình thứ hai là đội hình gặt hái thành công nhất về mặt thương mại của nhóm gồm có Ian Gillan (hát), Roger Glover (bass), Jon Lord (keyboard), Ian Paice (trống) và Ritchie Blackmore (guitar). Đội hình này hoạt động từ năm 1969 đến 1973 và tái hợp từ 1984 đến 1989, rồi hoạt động lần nữa từ 1992 đến 1993. Ban nhạc gặt hái thành công khiêm tốn hơn trong các giai đoạn chuyển giao từ 1968 sang 1969 với đội hình gồm Rod Evans (hát chính) và Nick Simper (bass, hát bè), từ 1974 sang 1976 với đội hình gồm David Coverdale (hát chính) và Glenn Hughes (bass, hát) (và Tommy Bolin thay thế Blackmore vào năm 1975), và từ 1989 sang 1992 với đội hình có mặt của Joe Lynn Turner (hát). Đội hình ban nhạc (hiện gồm có Ian Gillan và tay guitar Steve Morse hoạt động từ năm 1994) đã trở nên ổn định hơn trong nhiều năm gần đây, mặc dù nghệ sĩ keyboard Jon Lord giải nghệ vào năm 2002 (người kế nhiệm Jon là Don Airey), làm cho Ian Paice trở thành người sáng lập Deep Purple duy nhất vẫn gắn bó với ban nhạc.
Deep Purple được liệt ở hạng 22 trong danh sách Những nghệ sĩ hard rock vĩ đại nhất của VH1, và trong một cuộc bầu chọn do đài phát thanh Planet Rock tổ chức, nhóm xếp thứ 5 trong số "những ban nhạc giàu ảnh hưởng nhất từ trước đến nay". Ban nhạc đã nhận Giải huyền thoại tại giải thưởng Âm nhạc Thế giới 2008. Deep Purple (cụ thể là các thành viên Blackmore, Lord, Paice, Gillan, Glover, Coverdale, Evans và Hughes) đã được ghi danh vào Đại sảnh danh vọng Rock and Roll vào năm 2016.

## Lịch sử hoạt động

### Khởi đầu (1967–1968)
Năm 1967, Chris Curtis (cựu tay trống của Searchers) liên hệ với doanh nhân Tony Edwards ở Luân Đôn với hi vọng sẽ quản lý một nhóm nhạc mới mà anh vừa nhen nhóm có tên là Roundabout. Viễn cảnh của Curtis là một "siêu ban nhạc" nơi các thành viên trải qua những thành công rồi thất bại, giống như một guồng xoay âm nhạc. Ấn tượng với kế hoạch này, Edwards đồng ý chi tiền cho canh bạc với hai đối tác kinh doanh John Coletta và Ron Hire (những chủ sở hữu Doanh nghiệp Hire-Edwards-Coletta Enterprises, viết tắt là HEC).
Người đầu tiên được kết nạp vào ban nhạc là nghệ sĩ đánh đàn Hammond organ được đào tạo bài bản Jon Lord; Jon là bạn cùng phòng của Curtis, nổi bật nhất nhờ chơi nhạc với the Artwoods (được dẫn dắt bởi Art Wood, anh trai của tay guitar tương lai thuộc nhóm Faces và Rolling Stones và cả Keef Hartley). Kế đó Lord biểu diễn trong một ban nhạc đánh đệm cho nhóm hát The Flower Pot Men (trước đây có tên là the Ivy League) cùng với tay bass Nick Simper và tay trống Carlo Little. (Simper trước đây từng hoạt động trong nhóm Johnny Kidd and the Pirates và may mắn sống sót sau vụ đâm xe năm 1966 cướp đi sinh mạng của Kidd.) Lord cảnh báo với hai người rằng anh đã được tuyển vào dự án Roundabout, sau khi Simper và Little đề xuất nghệ sĩ guitar Ritchie Blackmore (người chưa bao giờ gặp Lord). Simper đã biết đến Blackmore từ đầu thập niên 1960 khi ban nhạc đầu tiên của anh là the Renegades ra mắt cùng thời điểm với the Dominators (một trong những ban nhạc đầu tiên của Blackmore).
HEC thuyết phục Blackmore đi từ Hamburg tới diễn thử cho nhóm nhạc mới. Anh thành danh với vai trò tay guitar trong phòng thu nháp và còn là thành viên của các nhóm the Outlaws, Screaming Lord Sutch và Neil Christian (Neil là người thúc giục Blackmore chuyển đến Đức). Hành vi và lối sống thất thường của Curtis, cộng thêm cả lạm dụng LSD, đã làm anh đột ngột tỏ ra mất hứng với dự án mà anh đã bắt đầu, buộc HEC phải khai trừ anh khỏi Roundabout. Tuy nhiên, HEC giờ đây lại hứng thú với những tiềm năng mà Lord và Blackmore mang lại, nên đã thuyết phục Ritchie trở lại từ Hamburg lần thứ hai. Lord và Blackmore bắt đầu kết nạp thêm những thành viên nữa, đồng thời giữ Tony Edwards làm quản lý của họ. Lord thuyết phục Nick Simper gia nhập để chơi bass, nhưng Blackmore khăng khăng rằng họ giữ Carlo Little lại để ủng hộ tay trống Bobby Woodman. Woodman là cựu tay trống cho nhóm Play-Boys của Vince Taylor.
Tháng 3 năm 1968, Lord, Blackmore, Simper và Woodman dọn đến Deeves Hall, một ngôi nhà nông thôn ở South Mimms, Hertfordshire. Ban nhạc sẽ chơi nhạc sống, sáng tác và tập luyện trong ngôi nhà; nhà được sắm sửa đầy đủ bộ khuếch đại Marshall đời mới nhất và một cây đàn Hammond C3 organ (theo yêu cầu của Lord). Theo Simper kể lại, đã có "hàng tá" ca sĩ được thử giọng (trong đó có Rod Stewart và người bạn của Woodman là Dave Curtiss) cho đến khi đến nhóm nghe Rod Evans của câu lạc bộ nhạc the Maze, và cho rằng giọng của anh phù hợp với phong cách của họ. Đồng hành cùng Evans là tay trống Ian Paice trong ban nhạc của anh. Blackmore đã xem Paice (lúc ấy 18 tuổi) đi lưu diễn cùng the Maze tại Đức vào năm 1966 và ấn tượng với tài nghệ chơi trống của cậu. Ban nhạc vội vàng xếp lịch diễn thử cho Paice, làm cho Woodman cảm thấy không hài lòng ra mặt với định hướng âm nhạc của nhóm. Cả Paice và Evans đều được nhận vào những vị trí tương ứng của họ và đội hình của ban nhạc được hoàn tất.
Trong một chuyến lưu diễn ngắn ở Đan Mạch và Thụy Điển vào tháng 4 (khi ấy nhóm vẫn giữ tên là Roundabout), Blackmore đề xuất một cái tên mới cho nhóm: "Deep Purple", đặt theo tựa bài hát yêu thích của bà nội anh. Nhóm đã nhất trí lựa chọn cái tên này sau khi mọi người dán nó lên bảng trong lúc tập luyện. Xếp thứ hai trong số những cái tên cân nhắc sau Deep Purple là "Concrete God", nhưng họ lại thấy cái tên đó quá khó chịu nên không chọn.

### Mk I (1968–69):Shades of Deep Purple, The Book of TaliesynvàDeep Purple

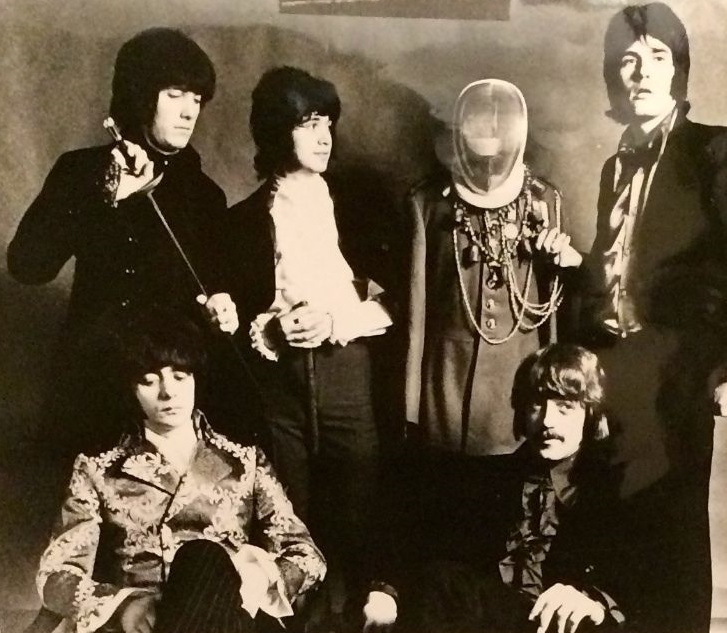
Deep Purple vào năm 1968. Thứ tự đứng từ trái qua phải: Nick Simper, Ian Paice và Rod Evans. Ngồi: Ritchie Blackmore và Jon Lord.

Tháng 5 năm 1968, ban nhạc chuyển vào phòng thu Pye Studios tại Marble Arch của Luân Đôn để thu âm album đầu tay mang tên Shades of Deep Purple, được phát hành vào tháng 7 bởi hãng đĩa Tetragrammaton tại Mỹ, và vào tháng 9 bởi hãng đĩa EMI tại Anh. Nhóm đã gặt hái thành công ở Bắc Mỹ với bản cover bài "Hush" của Joe South, đến tháng 9 năm 1968, ca khúc đã giành vị trí số 4 trên bảng Billboard Hot 100 ở Mỹ và vị trí số 2 trên bảng xếp hạng RPM của Canada, qua đó đẩy đĩa LP Shades lên hạng 24 trên bảng xếp hạng album nhạc pop của Billboard. Một tháng sau, Deep Purple được chọn đễ hỗ trợ cho Cream tại tour diễn Goodbye của ban.
Album thứ hai của ban nhạc là The Book of Taliesyn nhanh chóng được thu âm, rồi ra mắt tại Bắc Mỹ vào tháng 10 năm 1968, trùng với thời điểm diễn ra tour diễn. Album có một bản cover bài "Kentucky Woman" của Neil Diamond – đã lọt vào Top 40 cả ở Mỹ (hạng 38 trên bảng xếp hạng Billboard) và Canada (hạng 21 trên bảng xếp hạng RPM), dù cho doanh số bán album không tốt bằng (hạng 54 ở Mỹ và hạng 48 ở Canada). The Book of Taliesyn không được phát hành tại đất nước quê nhà của ban trong suốt một năm, và giống như tác phẩm trước, album không thể gây được dấu ấn trên UK Albums Chart.
Đầu năm 1969, ban nhạc thu âm đĩa đơn có tên là "Emmaretta" (đặt theo tên Emmaretta Marks, một diễn viên trong vở nhạc kịch Hair lúc ấy và là người Evans cố tán tỉnh). Đến tháng 3 năm ấy, ban nhạc đã hoàn thành phần thu âm cho album thứ ba là Deep Purple. Album có sử dụng đàn dây và nhạc cụ hơi bộ gỗ trong một bài ("April"), giới thiệu những tiền bối nhạc cổ điển của Lord như Bach và Rimsky-Korsakov, và nhiều nguồn ảnh hưởng khác, đáng chú ý là Vanilla Fudge (Lord và Blackmore thậm chí từng cho rằng nhóm muốn làm một "bản sao của Vanilla Fudge"). Đây là bản nhạc cuối có sự tham gia của đội hình sáng lập.
Hãng đĩa của Deep Purple ở Bắc Mỹ là Tetragrammaton đã hoãn khâu sản xuất album Deep Purple cho đến khi ban nhạc kết thúc chuyến lưu diễn ở Mỹ vào năm 1969. Lý do này cộng thêm khâu quảng bá ít ỏi do hãng đĩa sắp phá sản đã làm album tiêu thụ kém, bị bật khỏi Top 100 của Billboard. Ngay sau ngày ra mắt album thứ ba, Tetragrammaton ngừng hoạt động, làm cho ban nhạc chẳng còn tiền và rơi vào tương lai vô định. Tài sản của Tetragrammaton được chuyển giao cho Warner Bros. Records – đơn vị sẽ phát hành các đĩa nhạc của Deep Purple ở Mỹ trong suốt thập niên 1970.
Trong chuyến lưu diễn ở Mỹ năm 1969, Lord và Blackmore đã gặp Paice để bàn về mong muốn đưa ban nhạc đi theo hướng nhạc nặng hơn. Do cảm thấy Evans và Simper sẽ không phù hợp với phong cách rock nặng, cả hai đều bị thế chỗ vào hè năm đó. Paice cho biết "Một sự thay đổi phải đến. Nếu họ mà không rời đi, ban nhạc sẽ hoàn toàn tan rã." Cả Simper và Blackmore đều để ý Rod Evans đã đặt sẵn một chân bước khỏi cửa. Simper cho biết Evans đã gặp một cô nàng ở Hollywood và cân nhắc kỹ theo nghiệp diễn viên, còn Blackmore giải thích: "Rod chỉ muốn đến Mỹ và sống ở Mỹ thôi."

### Mk II (1969–73):Concerto for Group and Orchestra, In Rock, Fireball, Machine Head,Made in JapanvàWho Do We Think We Are

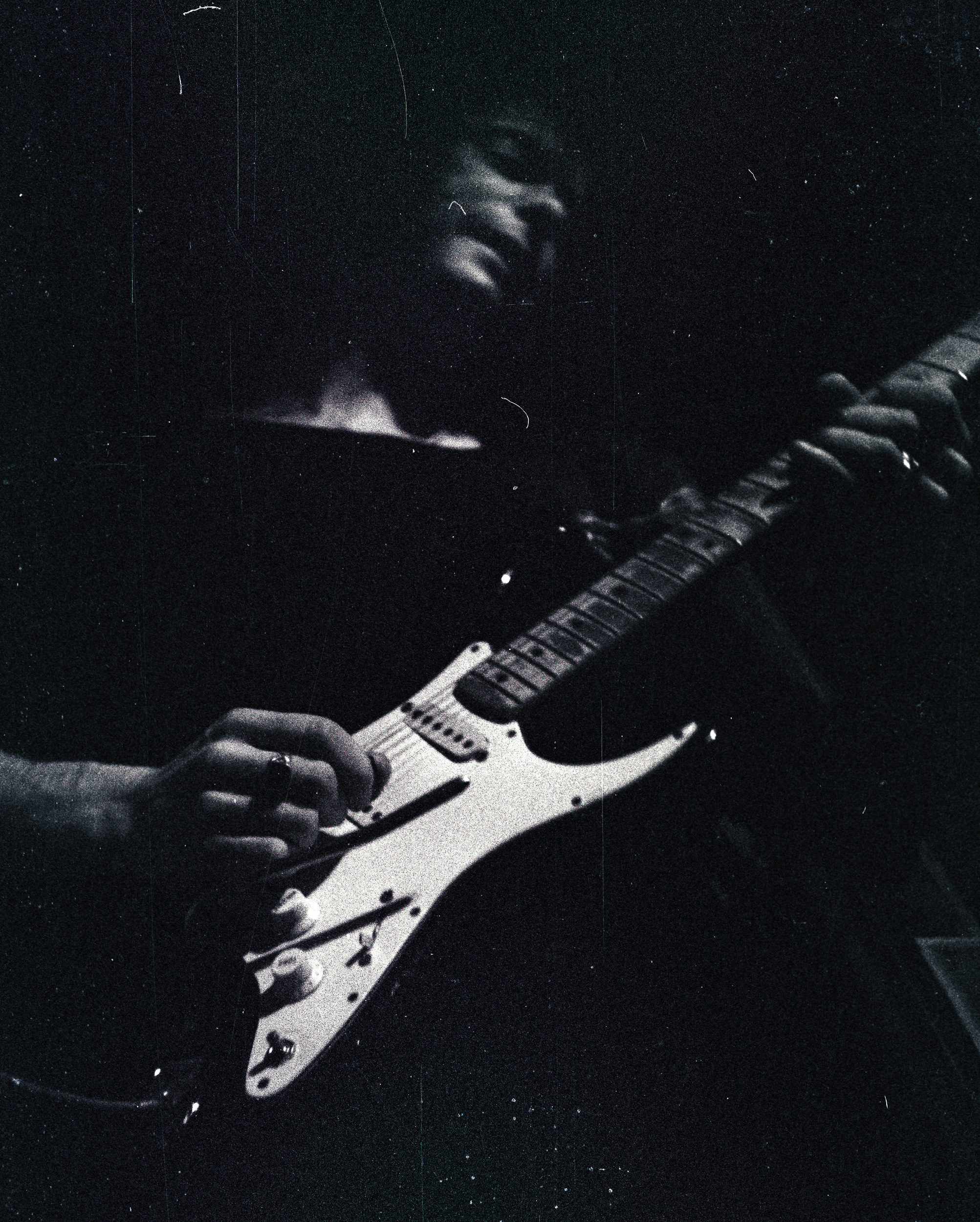
Ritchie Blackmore tại Hannover, Đức vào năm 1970.

Nhằm tìm kiếm người hát chính, Blackmore hạ quyết tâm muốn chiêu mộ ca sĩ trẻ 19 tuổi Terry Reid. Mặc dù thấy lời mời gọi "hấp dẫn", Reid vẫn bị ràng buộc bởi hợp đồng thu âm độc quyền với nhà sản xuất Mickie Most và hứng thú với sự nghiệp solo của anh hơn. Hết cách Blackmore đành tìm đến nơi khác. Ban nhạc tìm ra được ca sĩ Ian Gillan của nhóm Episode Six; đây là một ban nhạc đã phát hành nhiều đĩa đơn ở Anh song chưa đạt được thành công lớn nào về mặt thương mại. Theo lời Nick Simper, "Gillan sẽ chỉ gia nhập với Roger Glover." Tay trống của Six là Mick Underwood (một đồng đội cũ của Blackmore từ thời anh còn trong nhóm the Outlaws) đã giới thiệu cho ban nhạc Gillan và tay bass Roger Glover. Hành động này đã trực tiếp giết chết Episode Six, làm cho Underwood thấy tội lỗi không dứt suốt gần một thập kỷ, cho đến khi Gillan tuyển anh vào ban nhạc của nam ca sĩ thời hậu-Purple ở cuối thập niên 1970. Theo lời Blackmore, Deep Purple chỉ hứng thú với Gillan chứ không phải Glover, nhưng Roger đã được giữ lại theo lời khuyên của Ian Paice.
— Ritchie Blackmore nói về việc thuê Roger Glover.
Từ đây đội hình Mark II của Deep Purple đã hoàn chỉnh, với sản phẩm đầu tiên là một bài của Roger Greenaway-Roger Cook sáng tác tên là "Hallelujah". Lúc thu âm ca khúc, Nick Simper vẫn tưởng mình đang ở trong ban nhạc và đã gọi cho John Coletta để hỏi về ngày thu âm bài hát. Kế đó anh phát hiện ra bài hát đã được thu xong với Glover đánh bass. Để rồi các thành viên sáng lập của Deep Purple nhắc ban quản lý thông báo với Simper anh đã chính thức bị khai trừ. Mặc có đĩa đơn "Hallelujah" đã được đăng quảng cáo trên truyền hình ở Anh, bài hát lại thất bại thê thảm. Blackmore nói với tuần san âm nhạc Record Mirror rằng ban nhạc "cần phải có một bản nhạc thành công về mặt thương mại ở Anh" và miêu tả bài hát là "kiểu mỗi bên có một tí"— tức là sự thỏa hiệp giữa loại chất liệu nhạc mà nhóm thường thu âm và chất liệu nhạc sặc mùi thương mại.
Ban nhạc đã thu hút được một vài sự chú ý cần thiết từ dư luận vào tháng 9 năm 1969 với Concerto for Group and Orchestra, một nhạc phẩm sử thi chia làm ba phần của Lord sáng tác dưới dạng một dự án solo và được thể hiện bởi ban nhạc tại Nhà hát Royal Albert Hall ở Luân Đôn với Dàn nhạc giao hưởng hoàng gia (người chỉ huy dàn nhạc là Malcolm Arnold). Bên cạnh Days of Future Passed của the Moody Blues và Five Bridges của the Nice, đây là một trong những thành phẩm hợp tác đầu tiên giữa một ban nhạc rock và môt dàn nhạc. Album nhạc sống trở thành sản phẩm đầu tiên của nhóm gặt hái thành công nhất định trên bảng xếp hạng ở Anh. Gillan và Blackmore thì kém vui hơn khi biết ban nhạc bị gắn với cái tên "một nhóm nhạc chơi cùng dàn nhạc", cả hai thấy rằng Concerto sẽ làm họ xao lãng, cản trở việc phát triển phong cách hard rock mà họ mong muốn. Lord thừa nhận rằng trong lúc ban nhạc không để tâm đến dự án đang diễn ra, thì ở cuối buổi biểu diễn, "bạn có thể đặt 5 nụ cười cạnh nhau và băng qua sông Thames." Lord cũng là người sáng tác Gemini Suite, một thành phẩm nữa hợp tác của dàn nhạc/nhóm nhạc (cùng kiểu với Concerto) cho ban nhạc vào cuối năm 1970. Năm 1975, Blackmore cho hay ông thấy Concerto for Group and Orchestra không tệ nhưng Gemini Suite thì đúng là kinh khủng và thiếu mạch lạc. Sau này Roger Glover kể rằng Jon Lord dường như đã là thủ lĩnh của ban nhạc trong những năm hoạt động đầu tiên.

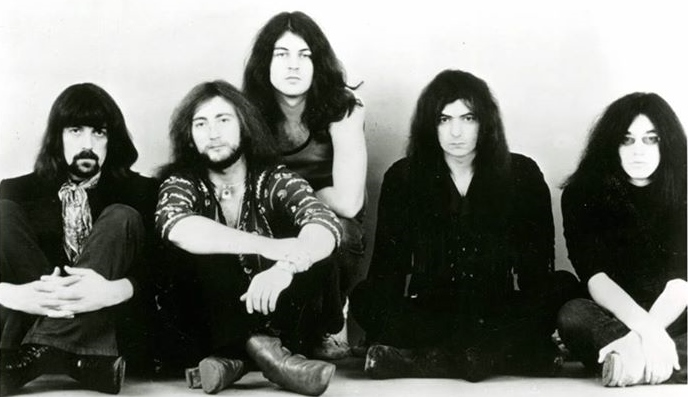
Đội hình hoàng kim của Deep Purple vào năm 1971. Trái qua phải: Jon Lord, Roger Glover, Ian Gillan, Ritchie Blackmore, Ian Paice

Ngay sau khi hợp tác cùng dàn nhạc, Deep Purple bắt đầu một lịch trình lưu diễn sôi nổi và thu âm dày đặc mà ít thời ngơi nghỉ trong 3 năm kế tiếp. Album phòng thu đầu tiên của họ trong thời ký này (phát hành giữa năm 1970) là In Rock (cái tên lấy cảm hứng từ ảnh bìa của album là Núi Rushmore), gồm có các đĩa đơn hòa nhạc chủ lực như "Speed King", "Into The Fire" và "Child in Time". Đĩa đơn vô album "Black Night" được phát hành cùng thời gian ấy, cuối cùng đưa Deep Purple lọt vào Top 10 ở Liên hiệp Anh. Sự kết hợp giữa tiếng đàn guitar của Blackmore và tiếng méo từ đàn organ của Lord, cộng với chất giọng âm vực rộng và nội lực của Gillan và phần chơi rhythm của bộ đôi Glover–Paice, giờ đây đem đến cho ban nhạc một bản sắc có một không hai so với những album trước của họ. Cùng với Led Zeppelin II của Zeppelin và Paranoid của Sabbath, In Rock đã hệ thống hóa thể loại heavy metal mới bước đầu phát triển.
Album thứ hai của Mk. II là một nhạc phẩm mang chất liệu progressive sáng tạo với tựa Fireball, được xuất xưởng vào mùa hè năm 1971 và giành vị trí quán quân trên UK Albums Chart. Bài tiêu đề "Fireball" được phát hành thành đĩa đơn giống như "Strange Kind of Woman" — vốn không trích từ album nhưng được ghi nháp cùng đợt (mặc dù bài này đã thay thế "Demon's Eye" trong album bản Mỹ). "Strange Kind of Woman" trở thành đĩa đơn thứ hai của họ lọt Top 10 ở Anh với vị trí thứ 8 giành được.

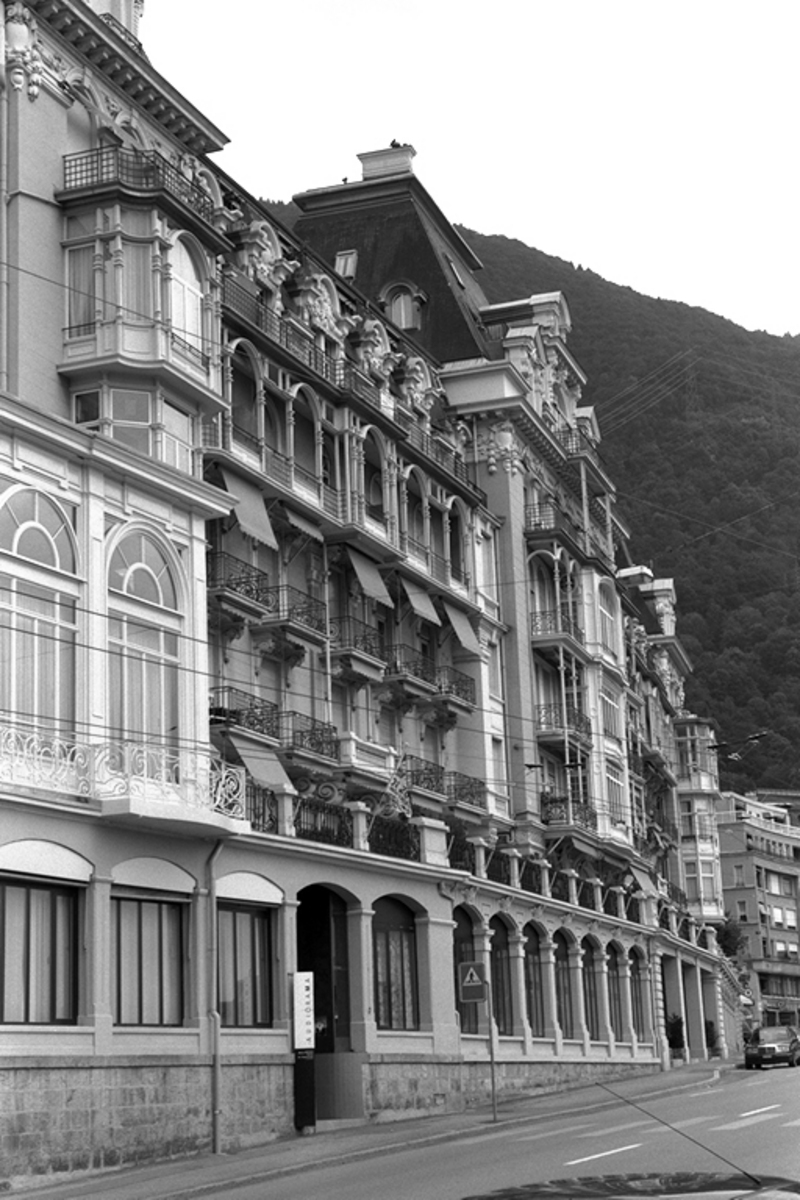
Khách sạn Grand Hôtel de Territet ở ngoại ô Montreux là nơi Machine Head – ngoại trừ "Smoke on the Water" – được thu âm vào tháng 12 năm 1971

Ít tuần sau khi phát hành Fireball, ban nhạc đã biểu diễn các ca khúc dự định cho album kế tiếp. Một bài hát (sau này trở thành "Highway Star") được thể hiện tại đêm đầu tiên của tour diễn Fireball là một sáng tác của nhóm trên xe buýt tới một show ở Portsmouth, nhằm đáp trả câu hỏi của một nhà báo: "Thế các anh giải quyết chuyện sáng tác bài hát như thế nào?" Ngày 24 tháng 10 năm 1971, trong chặng lưu diễn ở Mỹ của tour Fireball, ban nhạc dự kiến biểu diễn ở Nhà hát thính phòng tại Chicago thì Ian Gillan mắc viêm gan, buộc ban nhạc phải lên sân khấu mà không có anh, với tay bass Glover đảm trách phần hát. Sau vụ việc này, những ngày diễn còn lại ở Mỹ bị hủy và ban nhạc bay về quê nhà.
Đầu tháng 12 năm 1971, ban nhạc di chuyển tới Thụy Sĩ để thu đĩa Machine Head. Album dự kiến được thu âm tại Sòng bạc Montreux bằng cách sử dụng bốt thu âm Rolling Stones Mobile Studio, nhưng một cơn hỏa hoạn trong buổi hòa nhạc của Frank Zappa và the Mothers of Invention đã thiêu rụi cả sòng bạc (nguyên nhân là do một người đàn ông bắn pháo sáng lên trần nhà). Vụ tai nạn này nổi tiếng là nguồn cảm hứng cho ca khúc "Smoke on the Water". Sau đấy album được thu âm tại một hành lang ở khách sạn Grand Hôtel de Territet vắng vẻ gần đó, ngoại trừ bản nhạc "Smoke on the Water". Riêng bài này được thu âm tại một nhà hát bỏ hoang có tên là The Pavillon, trước khi ban nhạc bị ép phải rời nơi này. Nói về lúc ghi âm "Smoke on the Water", Blackmore giãi bày với BBC Radio 2: "Chung tôi đã ghi âm hết trong khoảng 4 lượt vì chúng tôi buộc phải làm thế. Cảnh sát đã đập cửa. Chúng tôi thì biết đấy là cảnh sát, nhưng chúng tôi có một thứ âm thanh ngon lành trong cái hội trường này. Chúng tôi đã đánh thức tất cả những hàng xóm cách đó khoảng năm dặm ở Montreux, vì tiếng nhạc vọng qua những ngọn núi. Tôi vừa chỉ chơi nốt đoạn cuối của câu riff, chúng tôi vừa hoàn thành xong thì cảnh sát ập vào rồi yêu cầu 'các anh phải dừng lại ngay'. Chúng tôi đã được bản nhạc."
Tiếp nối những gì mà các album trước để lại, Machine Head được phát hành vào cuối tháng 3 năm 1972 và trở thành một trong những đĩa nhạc nổi tiếng nhất của ban. Đây là album quán quân thứ hai của nhóm ở Anh, vừa giúp họ tái thành danh ở Bắc Mỹ với các vị trí số bảy ở Mỹ và ngôi quán quân ở Canada. Trong album có những bài hát trở nên kinh điển lúc diễn nhạc sống như "Highway Star", "Space Truckin'", "Lazy" và "Smoke on the Water" (bài nổi tiếng nhất của Deep Purple). Họ tiếp tục đi lưu diễn và thu âm với năng suất thuộc hàng hiếm trong vòng 30 năm trở lại; khi Machine Head được thu âm, nhóm đã gắn bó với nhau trong ba năm rưỡi, trong khi đấy đã là album thứ sáu của họ.
Ban nhạc trở lại Mỹ vào cuối tháng 5 năm 1972 để tiến hành chuyến lưu diễn Bắc Mỹ lần thứ ba (trong tổng số bốn tour diễn của họ trong năm đó). Một tour diễn ở Nhật Bản vào tháng 8 là nguyên nhân ra đời đĩa nhạc sống kép-vinyl mang tên Made in Japan. Lúc đầu dự kiến là đĩa nhạc ra mắt chỉ ở Nhật, đĩa nhạc đã được phân phối toàn thế giới và biến đĩa LP kép này ngay lập tức gây sốt, giành chứng chỉ bạch kim tại năm quốc gia trong đó có Mỹ. Đây vẫn là một trong những đĩa hòa nhạc sống bán chạy và nổi tiếng nhất lịch sử nhạc rock.
Đội hình hoàng kim Mark II của Deep Purple tiếp tục hoạt động và phát hành album Who Do We Think We Are vào năm 1973. Với đĩa đơn hit "Woman from Tokyo", album đã giành hạng 4 trên bảng xếp hạng của Anh và số 15 trên bảng xếp hạng của Mỹ, đồng thời đoạt đĩa vàng nhạc hơn bất cứ album nào của Deep Purple tính đến thời điểm bấy giờ. Nhưng những lục đục trong nội bộ và tình trạng kiệt quệ lại là dấu hiệu đáng chú ý hơn bao giờ hết. Sau những thành công của Machine Head và Made in Japan, việc phát hành thêm Who Do We Think We Are đã biến Deep Purple thành nghệ sĩ bán đĩa chạy nhất năm 1973 tại Mỹ.
Gillan thừa nhận trong cuộc phỏng vấn vào năm 1984 rằng ban nhạc bị ban quản lý thúc giục phải hoàn thành album Who Do We Think We Are đúng hạn rồi tiếp tục đi lưu diễn, dù cho họ rất cần nghỉ ngơi. Những cảm xúc tiêu cực trong đó những hiềm khích với Blackmore, đỉnh điểm là vụ Gillan bỏ ban nhạc sau tour diễn thứ hai của họ ở Nhật Bản vào hè năm 1973, kế đến là sự ra đi của Glover là những phản ứng trước sự cương quyết của Blackmore. Trong buổi phỏng vấn sau này, Lord ví sự ra đi của Gillan và Glover khi ban nhạc đang hưng thịnh là "nỗi hổ thẹn lớn nhất của rock and roll; Chúa mới biết chúng tôi sẽ làm gì trong ba hay bốn năm tới. Chúng tôi đang sáng tác quá tốt."

### Mk III (1973–75):BurnvàStormbringer

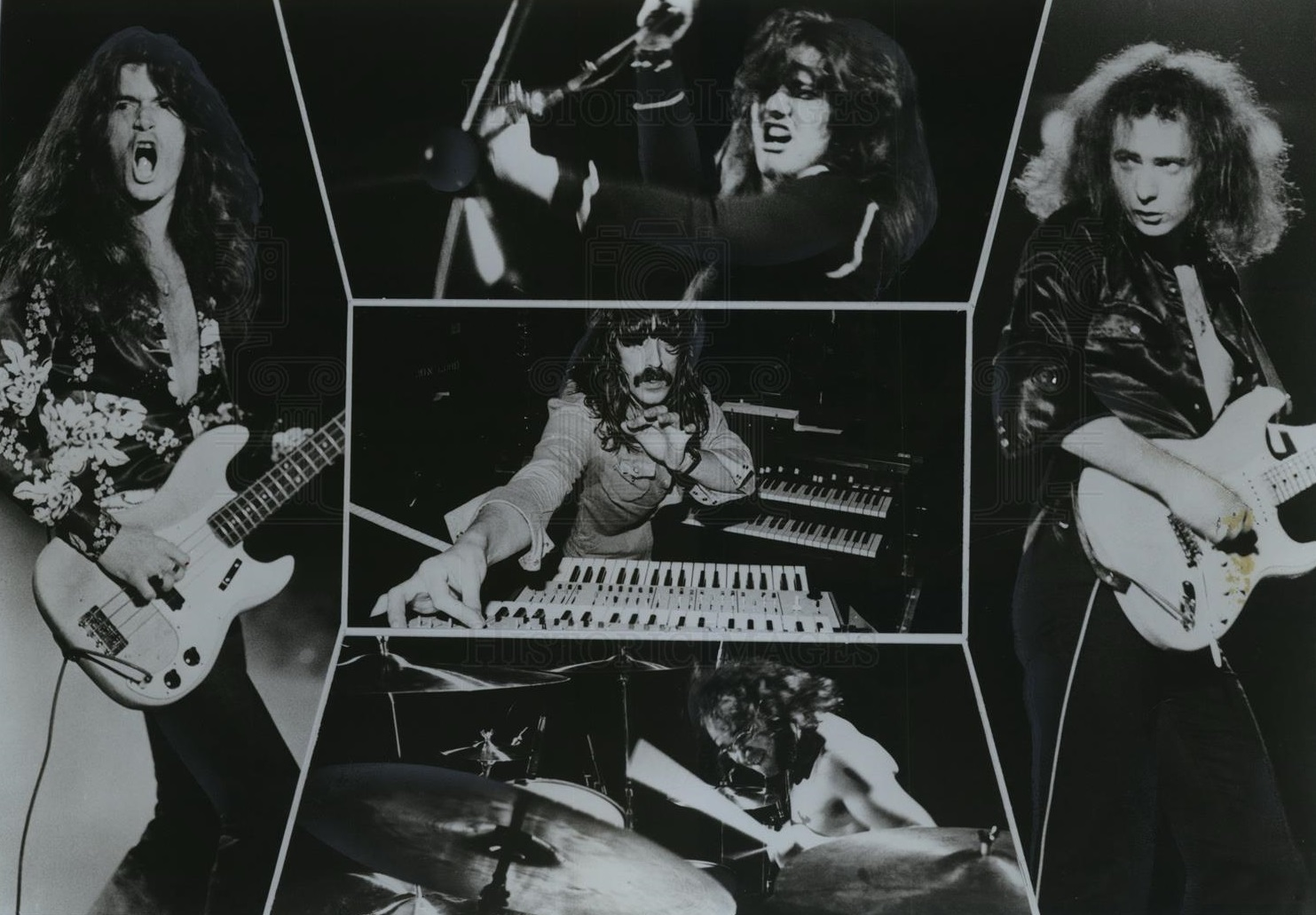
Ảnh ghép đội hình Mark III, với giọng ca kiêm tay bass Glenn Hughes (trái) và đồng hát chính David Coverdale (đầu) gia nhập cùng Blackmore, Paice và Lord.

Ban nhạc đã thuê tay bass kiêm hát chính Glenn Hughes của nhóm Midlands, cũng cựu là thành viên của Trapeze. Theo Paice, Glover nhắc anh và Lord rằng ít tháng trước khi hợp đồng của Glover chính thức đáo hạn, anh ta muốn rời ban nhạc, vì thế họ phải bắt đầu để mắt đến các show của Trapeze. Sau khi chiêu mộ Hughes, họ nhóm bắt đầu tranh luận về khả năng làm một nhóm 4 thành viên, với Hughes chơi bass kiêm hát chính. Theo lời Hughes, anh bị thuyết phục gia nhập bởi ban nhạc đang tính đem ca sĩ Paul Rodgers của Free để làm ca sĩ đồng hát chính, nhưng lúc ấy Rodgers vừa mới lập nên nhóm Bad Company. "Họ đã ngỏ lời", Rodgers kể lại, "và tôi trò chuyện với tất cả bọn họ về khả năng ấy. Purple đã lưu diễn ở Úc cùng đội hình cuối của Free. Tôi không nhận lời bởi tôi rất để tâm đến ý tưởng lập nên Bad Company." Thay vào đấy, Deep Purple tổ chức các buổi thử giọng ở vị trí hát chính. Sau cùng họ chọn David Coverdale, một ca sĩ vô danh đến từ vùng Saltburn ở đông bắc nước Anh, chủ yếu vì Blackmore ưa thích chất giọng nam tính pha chút chất blues của anh này.

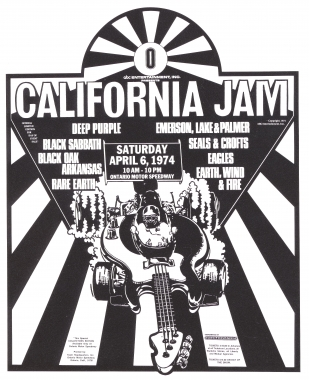
Deep Purple đồng diễn chính ở sự kiện California Jam vào năm 1974. Nhóm đã chơi nhạc trước hơn 250.000 khán giả tại Cao tốc mô tô Ontario ở Ontario, Nam California.

Đội hình mới này đi vào hoạt động năm 1974, và chuyến lưu diễn mùa xuân của họ có cả những live show tại Madison Square Garden, New York vào ngày 13 tháng 3 và Nassau Coliseum sau đó 4 ngày. Ban nhạc đồng trình diễn chính (cùng Emerson, Lake & Palmer) nhạc hội California Jam tại Cao tốc mô tô Ontario ở Ontario, Nam California, vào ngày 6 tháng 4 năm 1974. Với sức hấp dẫn hơn 250.000 người hâm mộ, nhạc hội còn có sự góp mặt của những gã khổng lồ của nhạc rock ở thập niên 1970 như Black Sabbath, Eagles và Earth, Wind & Fire. Các phần của chương trình được phát trên đài truyền hình ABC ở Mỹ, đưa ban nhạc tiếp cận với nhiều khán giả hơn. Một tháng sau, buổi trình diễn vào ngày 22 tháng 5 năm của nhóm tại Rạp chiếu phim bang Gaumont ở Kilburn, Luân Đôn đã được ghi lại cho album nhạc sống Live in London.
Album phòng thu đầu tiên của Mark III được phát hành vào tháng 2 năm 1974 và lấy tên là Burn; nhạc phẩm vô cùng thành công với thành tích hạng 3 tại Liên hiệp Anh và hạng 9 ở Mỹ, tiếp nối là một chuyến lưu diễn thế giới nữa. Bài hát tiêu đều mở đầu album và sẽ là tiết mục mở màn hầu hết các buổi hòa nhạc trong kỷ nguyên của Mark III, đây là động thái ý thức của ban nhạc để theo đuổi trào lưu progressive rock vốn thịnh hành lúc bấy giờ bởi các ban nhạc như Yes, Emerson, Lake & Palmer, Genesis và Gentle Giant. Hughes và Coverdale lần lượt đem đến giọng hát và các nhạc tố của funk và blues vào âm nhạc của nhóm, thứ âm thanh ấy thậm chí còn rõ ràng hơn ở sản phẩm Stormbringer vào cuối năm 1974. Bên cạnh bài hát tiêu đề, album Stormbringer sở hữu một số lượng các bài hát có nhiều tần suất phát thanh dày đặc như "Lady Double Dealer", "The Gypsy" và "Soldier of Fortune"; album đã giành vị trí số 6 tại Liên hiệp Anh và hạng 20 tại bảng xếp hạng Billboard của Mỹ. Tuy nhiên, Blackmore công khai ghét album và những nhạc tố funk soul, thậm chí chê bai là "nhạc đánh giày". Do đó, anh rời ban nhạc vào ngày 21 tháng 6 năm 1975 để lập nên ban nhạc riêng với Ronnie James Dio của Elf, đặt tên là Ritchie Blackmore's Rainbow, rồi rút gọn thành Rainbow sau khi ra mắt album đầu tiên.

### Mk IV (1975-76):Come Taste the Bandvà tan rã
Sau sự ra đi của Blackmore, nhóm đã cân nhắc giải tán song đổi ý để tiếp tục hoạt động và tìm tay guitar mới. Clem Clempson (Colosseum, Humble Pie), Zal Cleminson (The Sensational Alex Harvey Band), Mick Ronson (The Spiders From Mars) và Rory Gallagher là những cái tên được cân nhắc, song lựa chọn cuối cùng của họ là nghệ sĩ guitar người Mỹ Tommy Bolin. Có ít nhất hai phiên bản về câu chuyện tuyển Bolin: Coverdale tuyên bố mình chính là người đề xuất thử việc Bolin. "Anh ấy bước vào, gầy như một cái cào, tóc nhuộm màu xanh lá, đeo những lông vũ màu vàng và xanh. Lặng lẽ đi bên cạnh anh ta là cô gái người Hawaii tuyệt đẹp trong chiếc váy đan bằng kim móc mà chẳng có đồ lót bên dưới. Anh ta cắm phích dây vào các hộp loa Marshall 100 oát và...đấy là công việc của anh ấy." Nhưng trong một buổi phỏng vấn do tờ Melody Maker xuất bản vào năm 1975, Bolin cho biết anh đến buổi thử việc sau khi nhận được lời mời từ Blackmore. Bolin từng là thành viên của nhiều ban nhạc ở cuối thập niên 1960 – Denny & The Triumphs, American Standard và Zephyr — nhóm phát hành ba album từ 1969 đến 1972. Trước khi đầu quân cho Deep Purple, những bản nhạc nổi tiếng nhất của Bolin ra đời khi anh đang làm nhạc công đánh thuê cho album jazz fusion Spectrum (1973) của Billy Cobham và tay lead guitar cho hai album của James Gang thời hậu Joe Walsh: Bang (1973) và Miami (1974). Anh còn từng chơi nhạc cùng Dr. John, Albert King, the Good Rats, Moxy and Alphonse Mouzon, và đang bận làm album solo đàu tiên mang tên Teaser, lúc mà anh nhận được lời mời kết nạp từ Deep Purple.

Những tấm ảnh quảng bá Deep Purple cho chuyến lưu diễn của họ ở Anh vào năm 1976. Từ trái qua phải:
hàng trên: David Coverdale, Ian Paice
hàng dưới: Glenn Hughes, Tommy Bolin và Jon Lord

Kết quả là album Come Taste the Band được phát hành vào tháng 10 năm 1975, tức một tháng trước khi album Teaser của Bolin lên kệ đĩa. Dù nhận những đánh giá trái chiều và doanh số bán đĩa ở mức trung bình (#19 tại Mỹ và #43 tại Liên hiệp Anh), lần tụ họp này lại như tái sinh ban nhạc một lần nữa, đem đến chất liệu funk đặc biệt mới lạ vào thứ âm thanh hard rock của họ. Bolin có tầm hưởng tối quan trọng, và với sự khích lệ từ Hughes và Coverdale, nghệ sĩ guitar đã phát triển phần lớn chất liệu của album. DMặc cho tài năng của Bolin, những vấn đề cá nhân với ma túy nặng bắt đầu bộc lộ. Trong chuyến lưu diễn Come Taste the Band, nhiều người hâm mộ công khai la ó Bolin vì anh không thể chơi những đoạn solo như Ritchie Blackmore, mà không nhận ra rằng thể chất của Bolin bị bào mòn bởi chứng nghiện của anh. Cùng lúc ấy, Hughes bị nghiện cocaine, như anh thừa nhận trong những cuộc phỏng vấn nhiều năm về sau.
Live show cuối của tour diễn được tổ chức vào ngày 15 tháng 3 năm 1976 tại Nhà hát Đế quốc Liverpool. Tin tức ban nhạc tan rã sau cùng được công bố vào tháng 7 năm 1976, khi Rob Cooksey (người quản lý nhóm lúc ấy) đăng phát ngôn đơn giản: "ban nhạc sẽ không ghi âm hay biểu diễn cùng nhau dưới cái tên Deep Purple nữa". Bolin hoàn thành album solo thứ hai mang tên Private Eyes. Ngày 4 tháng 12 năm 1976, sau một show tại Miami hỗ trợ Jeff Beck, Bolin bị bạn gái và các đồng đội phát hiện bất tỉnh nhân sự. Do không đánh thức được Bolin dậy, cô tức tốc gọi cấp cứu song đã quá trễ. Nguyên nhân tử vong chính thức là ngộ độc nhiều loại thuốc. Bolin mất, thọ 25 tuổi.

### Ngưng hoạt động và các dự án solo (1976–1984)
Sau khi tan rã, hầu hết các thành viên cũ và hiện tại của Deep Purple tiếp tục gặt hái thành công nhất đinh tại một số ban nhạc khác như Gillan, Whitesnake và Rainbow. Deep Purple lúc ây đã ngừng hoạt động và bắt đầu nắm giữ một kiểu thân thế bí ẩn, với các đĩa nhạc biên tập, tái bản và những đĩa nhạc sống do người hâm mộ phát hành trong suốt những năm còn lại của thập niên 1970. Đây là động cơ thúc đây một lượng lớn các nhà PR cố tìm cách tái hợp ban nhạc, đặc biệt trong bối cảnh phục hưng của thị trường hard rock ở cuối những năm 1970 và đầu những năm 1980. Năm 1980, một chuyến lưu diễn dán nhãn Deep Purple đã công diễn với Rod Evans là người duy nhất từng có mặt trong Deep Purple, cuối cùng kết thúc bằng hành động pháp lý thành công từ nhóm Deep Purple thật về quyền sử dụng hợp pháp cái tên của họ. Evans phải bồi thường phí thiệt hại là 672.000 đô la Mỹ vì sử dụng cái tên của nhóm trái phép.

### Đội hình Mk II tái hợp (1984-1989):Perfect StrangersvàThe House of Blue Light

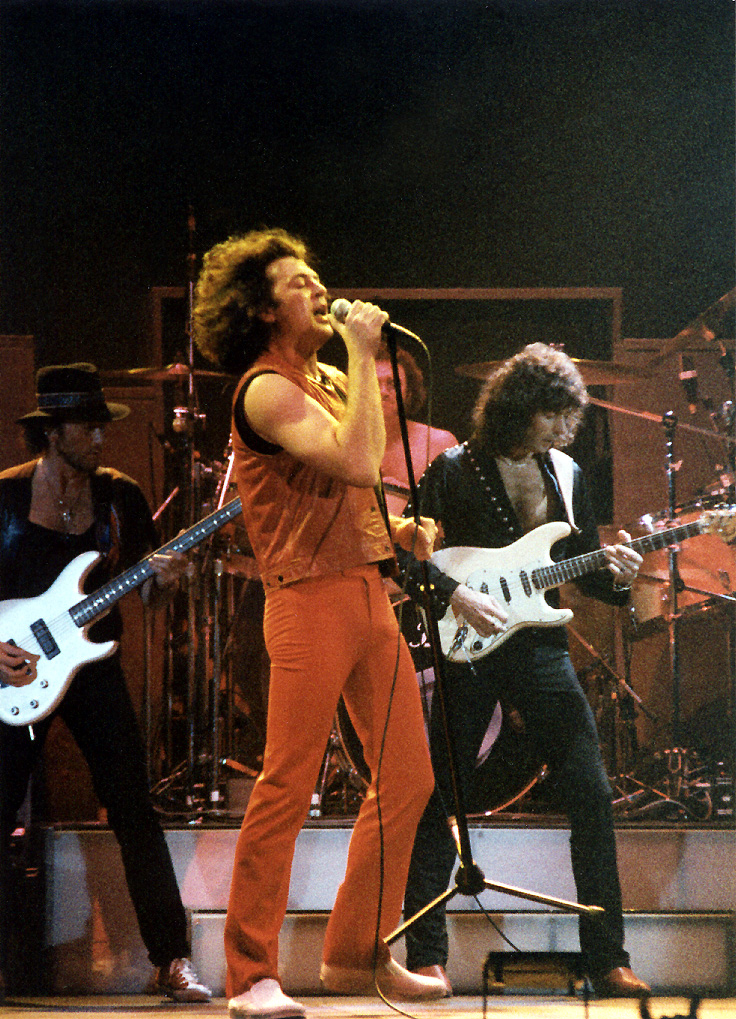
Deep Purple tại Cow Palace, San Francisco, 1985. Hình: Glover, Gillan, Paice và Blackmore.

Tháng 4 năm 1984, tức 8 năm sau khi Deep Purple tan rã, một dịp tái ngộ đội hình (và hợp pháp) đã diễn ra với đội hình Mark II "hoàng kim" từ đầu thập niên 197s: Gillan, Lord, Blackmore, Glover và Paice. Ban nhạc mới tái hợp đã ký một thỏa thuận toàn cầu với PolyGram, để cho Mercury Records phát hành album của họ tại Mỹ, Polydor Records phân phối tại Liên hiệp Anh và các quốc gia khác. Album Perfect Strangers được ghi âm tại Vermont và ra mắt vào tháng 10 năm 1984. Album gặt hái thành công về mặt thương mại với vị trí số 5 trên UK Albums Chart và số 12 trên Billboard 200 tại Mỹ. Album sở hữu những đĩa đơn chủ lực trong các buổi hòa nhạc như "Knockin' At Your Back Door" và "Perfect Strangers". Perfect Strangers trở thành album phòng thu thứ hai của Deep Purple tiếp tục giành đĩa bạch kim tại Mỹ, sau Machine Head.
Kế đến là chuyến lưu diễn tái hợp, bắt đầu tại Úc và di chuyển khắp thế giới tới Bắc Mỹ, rồi chuyển qua vòng qua châu Âu vào mùa hè sang năm. Về mặt tài chính, tour diễn còn gặt hái thành công rực rỡ. Tại Mỹ, tour diễn năm 1985 đã thu về số tiền hơn mọi nghệ sĩ khác ngoại trừ Bruce Springsteen. Hành trình trở về Liên hiệp Anh chứng kiến ban nhạc biểu diễn tại buổi hòa nhạc ở Knebworth vào ngày 22 tháng 6 năm 1985 (với sự hỗ trợ chính của Scorpions; còn có trên hóa đơn là tên của UFO và Meat Loaf), dù thời tiết nơi đây khá tệ (mưa rào và ngập 6 inch (15 cm)) trước mặt 80.000 người hâm mộ. Buổi diễn được gọi là "Sự trở lại của Knebworth Fayre".
Đội hình Mark II tiếp tục hoạt động, cho phát hành The House of Blue Light vào năm 1987, kế đến là chuyến lưu diễn thế giới (bị gián đo do Blackmore gãy một ngón tay trên sân khấu trong lúc cố chộp lấy cây guitar bị ném trên không) và một album nhạc sống nữa là Nobody's Perfect (1988) — được chọn lọc từ nhiều show trong tour này, nhưng vẫn chủ yếu dựa trên danh sách tiết mục Made in Japan quen thuộc từ trước đến nay. Tại Liên hiệp Anh, một bản mới của "Hush" (với Gillan hát chính) được phát hành nhằm đánh dấu kỷ niệm 20 tuổi của ban nhạc.

### Mk V (1989-1992):Slaves and Masters
Gillan bị sa thải vào năm 1989; mối quan hệ của anh với Blackmore lại đổ vỡ lần nữa, và những khác biệt âm nhạc giữa họ đã đi quá xa. Lúc đầu, ban nhạc định kết nạp giọng ca Jimi Jamison của Survivor để thay thế vị trí của Gillan, nhưng vụ kết nạp đổ bể do những tình tiết phúc tạp với Scotti Brothers Records, hãng đĩa chủ quản của Jamison. Cuối cùng, sau khi thử việc nhiều ứng viên tên tuổi như Brian Howe (White Spirit, Ted Nugent, Bad Company), Doug Pinnick (King's X), các ca sĩ người Úc Jimmy Barnes (Cold Chisel) và John Farnham (Little River Band), Terry Brock (Strangeways, Giant) và Norman "Kal" Swan (Tytan, Lion, Bad Moon Rising), Joe Lynn Turner (cựu giọng ca của Rainbow) là người được lựa chọn. Đội hình Mark V chỉ thu âm một album là Slaves and Masters (1990) và đi lưu diễn để quảng bá album ấy. Nhạc phẩm gặt hái thành công ở múc trung với vị trí số 45 tại Liên hiệp Anh và số 87 trên bảng xếp hạng Billboard của Mỹ, nhưng một bộ phận người hâm mộ chỉ trích đĩa nhạc mang nét giống "một album bản lỗi của Foreigner".

### Đội hình Mk II tái hợp lần hai (1992-1993) & Mk VI (1993-1994):The Battle Rages On...
"Nói về mặt âm nhạc thì tôi thấy rất hài lòng. Danh sách tiết mục như lấy thẳng từ thiên đường classic rock vậy. Và ban nhạc cũng tuyệt nữa. Cách họ phối hợp theo thời gian thật tuyệt."
Sau khi hoàn tất chuyến lưu diễn, Turner bị buộc phải ra đi, vì Lord, Paice, Glover (và công ty thu âm) muốn Gillan trở lại nhân dịp nhóm mừng sinh nhật 25 tuổi. Blackmore bất đắc dĩ mủi lòng, sau khi đề nghị và cuối nhận được 250.000 đô-la trong tài khoản ngân hàng của mình và đội hình hoàng kim đã thu đĩa The Battle Rages On... vào năm 1993. Tuy nhiên, Gillan đã tái thực hiện hầu hết những sáng tác vốn được viết riêng Turner trước đó để thu âm album. Do đó, Blackmore trở nên giận dữ với những yếu tố phi giai điệu mà Gillian đưa vào. Trong một chuyến lưu diễn châu Âu thành công, Blackmore rời nhóm vào năm 1993 trong êm đẹp sau một show vào ngày 17 tháng 11 năm Helsinki, Phần Lan. Joe Satriani được lựa chọn để hoàn tất những ngày diễn ở Nhật vào tháng 12 năm và ở lại nhóm trong chuyến lưu diễn châu Âu hè năm 1994. Anh nhận được lời mời gia nhập chính thức, song những cam kết hợp đồng của Joe với Epic Records đã làm đổ bể thương vụ. Ban nhạc bèn nhất trí lựa chọn tay guitar Steve Morse (Dixie Dregs/Kansas) để làm người kế nhiệm Satriani vào ngày 23 tháng 8 năm 1994.

### Mk VII (1994–2002):PurpendicularvàAbandon
Sự trở lại của Morse đã vực dậy mặt sáng tạo của ban nhạc, và vào năm 1996 một album mới có nhan đề Purpendicular được phát hành, thể hiện nhiều phong cách âm khác nhau, dù album chưa bao giờ giành được thành công trên bảng xếp hạng Billboard 200 tại Mỹ. Tiếp đó đội hình Mark VII ra mắt thêm một album nhạc sống Live at The Olympia '96 vào năm 1997. Với danh sách tiết mục lưu diễn chắp vá, Deep Purple đã có được những chuyến lưu diễn thành công trong những năm còn lại của thập niên 1990, phát hành album Abandon kén tai hơn vào năm 1998 rồi đi lưu diễn với niềm hăng hái như lúc xưa.
Năm 1999, với sự giúp đõ của Marco de Goeij (một người hâm mộ của Hà Lan, cũng là một học giả âm nhạc và nhà soạn nhạc), Lord đã cẩn thận tái sáng tác Concerto for Group and Orchestra, bản nhạc nền bị thất lạc. Nhạc phẩm một lần nữa được trình diễn tại Nhà hát Royal Albert Hall vào tháng 9 năm 1999, lần này là với Dàn nhạc giao hưởng Luân Đôn do Paul Mann chủ xưởng. Buổi hòa nhạc còn mang tới những ca khúc từ sự nghiệp solo của từng thành viên, cũng như một tiết mục ngắn của Deep Purple, và sự kiện này được kỷ niệm trong album In Concert with The London Symphony Orchestra ra mắt năm 2000. Năm 2001 chứng kiến đĩa box set The Soundboard Series lên kệ bán, chứa các buổi hòa nhạc từ tour diễn ở Úc năm 2001 cộng thêm hai đêm diễn từ Tokyo, Nhật Bản. Phần lớn những năm tháng kế tiếp được dành cho việc lưu diễn. Nhóm tiếp tục phát triển cho đến năm 2002 khi Lord (thành viên sáng lập và là người duy nhất có mặt trong mọi đội hình lâu nhất cùng Paice) thông báo chia tay ban nhạc êm đẹp để theo đuổi các dự án solo (đặc biệt là tác phẩm giao hưởng). Lord để lại cây đàn Hammond organ cho người kế nhiệm ông, tay keyboard nhạc rock kì cựu Don Airey (là người từng hỗ trợ Deep Purple khi Lord gặp chấn thương đầu gối vào năm 2001).

### Mk VIII (2002–nay):Bananas,Rapture of the Deep, Now What?!, InfinitevàWhoosh!
Năm 2003, Deep Purple phát hành album phòng thu đầu tiên của họ sau 5 năm (Bananas) và bắt đầu đi lưu diễn để quảng bá album. EMI Records từ chối gia hạn hợp đồng Deep Purple, có thể là do doanh số bán đĩa thấp hơn kì vọng. Thực ra album In Concert with The London Symphony Orchestra bán chạy hơn Bananas.
Ban nhạc trình diễn tại buổi hòa nhạc từ thiện Live 8 ở trung tâm thương mại Park Place (Barrie, Ontario) vào tháng 7 năm 2005, và đến tháng 10, nhóm cho ra mắt album kế tiếp Rapture of the Deep, ngay sau đó khởi động chuyến lưu diễn Rapture of the Deep tour. Hai album của đội hình VIII này đều do Michael Bradford làm nhà sản xuất. Tháng 2 năm 2007, Gillan đề nghị người hâm mộ không mua album nhạc sống Come Hell or High Water do đơn vị Sony BMG phát hành. Đây là bản ghi âm buổi trình diễn của ban nhạc vào năm 1993 tại NEC, Birmingham, Anh. Những bản ghi show này trước đây từng bị phát hành mà không có sự hỗ trợ nào của Gillan hay bất kì thành viên nào trong ban nhạc, song anh phát biểu: "Đây là một trong những thời điểm tệ nhất cuộc đời – thật sự là của tất cả chúng tôi". Năm 2009, Ian Gillan chia sẻ: "Doanh số bán đĩa đã giảm dần, nhưng khán giả sẵn sàng trả thật nhiều tiền để có vé xem hòa nhạc." Ngoài ra, Gillan cho biết: "Tôi không nghĩ là hạnh phúc đi liền với tiền bạc."
Deep Purple đi lưu diễn hòa nhạc ở 48 đất nước trong năm 2011. The Songs That Built Rock Tour sử dụng dàn nhạc có tới 38 người, trong đó có màn trình diễn tại sân vận động the O2 Arena ở Luân Đôn. Cho đến năm 2011, các thành viên trong ban nhạc tỏ ra bất đồng, không biết có nên làm một album phòng thu mới không, bởi đĩa nhạc sẽ không thật sự kiếm tiền được nữa. Roger Glover cho biết Deep Purple nên làm một album phòng thu mới "ngay cả khi nó đốt tiền của chúng tôi." Đầu năm 2011, David Coverdale và Glenn Hughes nói với đài VH1 rằng họ muón tái hợp cùng các thành viên đội hình Mark III của Deep Purple nhân dịp thích hợp, chẳng hạn như một buổi hòa nhạc từ thiện. Trưởng kĩ thuật viên âm thanh của ban nhạc hiện tại là Moray McMillin đã mất sau 9 năm đi lưu diễn ròng rã vào tháng 9 năm 2011, thọ 57 tuổi. Sau rất nhiều buổi ghi nháp sáng tác tại Châu Âu, Deep Purple quyết định thu âm suốt cả hè năm 2012, và ban thông báo rằng họ sẽ phát hành album phòng thu mới vào năm 2013. Steve Morse báo với tạp chí Rock Hard của Pháp rằng album phòng thu mới sẽ do Bob Ezrin làm nhà sản xuất.

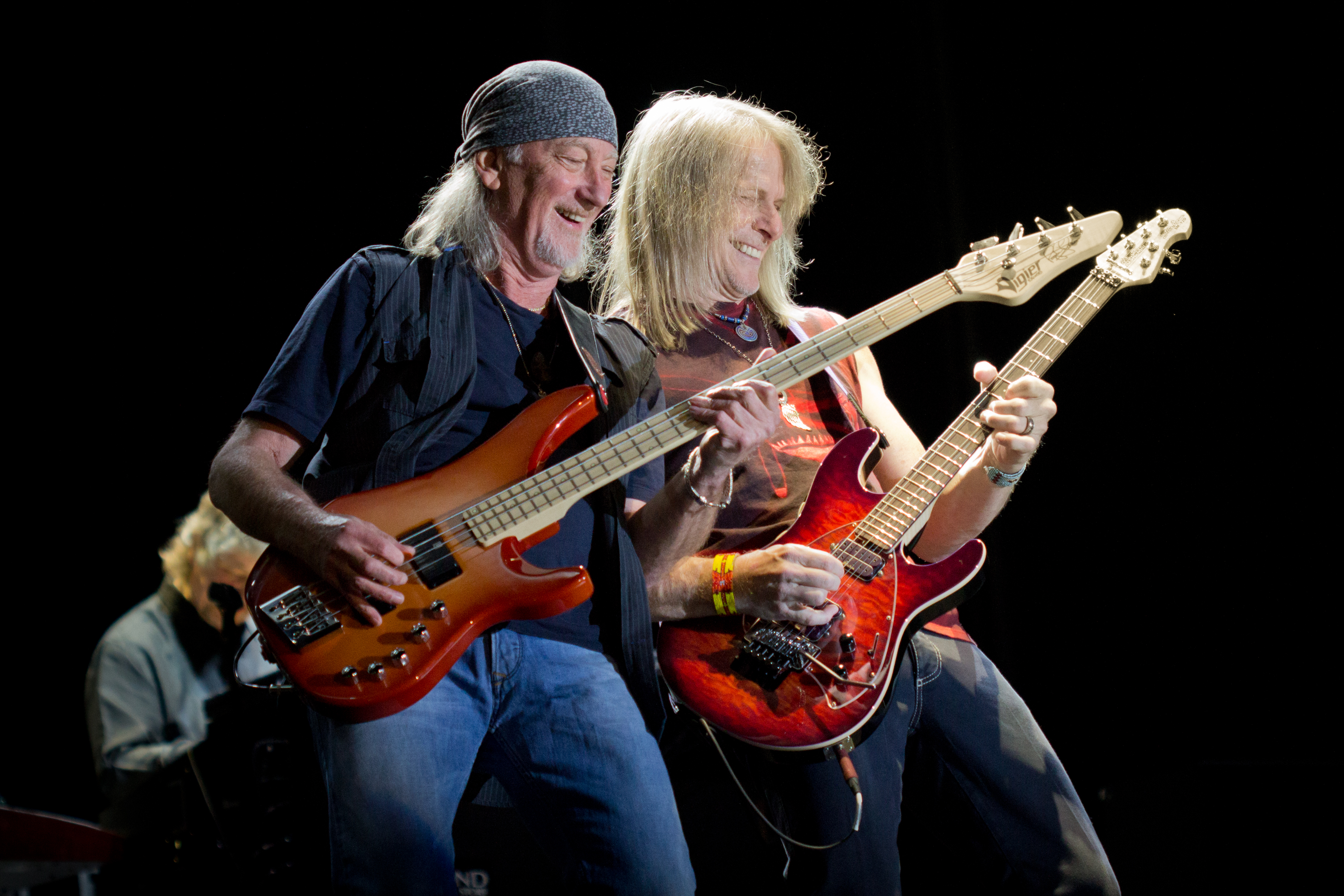
Glover và Morse vào năm 2013 tại Tây Ban Nha.

Ngày 16 tháng 7 năm 2012, đồng sáng lập và cựu thành viên chơi organ của ban nhạc là Jon Lord từ trần ở Luân Đôn, thọ 71 tuổi. Tháng 12 năm 2012, Roger Glover thông báo ban nhạc đã hoàn thành 14 ca khúc cho một album phòng thu mới, 11 hoặc 12 bài trong số dự kiến xuất hiện trong album cuối cùng được phát hành vào năm 2013. Ngày 26 tháng 2 năm 2013, nhan đề của album phòng thu thứ 19 của Deep Purple được tiết lộ là Now What?!, được ghi và trộn âm ở Nashville, Tennessee và phát hành vào ngày 26 tháng 4 năm 2013. Album có chứa bài "Vincent Price", đặt tên theo nam diễn viên kinh dị từng hợp tác với cả Gillan và Glover trước đây trong sự nghiệp của họ.
Ngày 25 tháng 11 năm 2016, Deep Purple thông báo chọn Infinite làm tựa đề album phòng thu thứ 12 của nhóm, được phát hành vào ngày 7 tháng 4 năm 2017. Nhằm quảng bá album, Deep Purple khởi động vào ngày 13 tháng 5 năm 2017 tại Bucharest, Romania nằm trong chuyến lưu diễn The Long Goodbye Tour. Ở thời điểm công bố tour diễn vào tháng 12 năm 2016, Paice nói với website của Heavyworlds rằng đây "có thể là tour lớn cuối", nhưng cho biết ban nhạc "không hề hay biết". Anh miêu tả tour diễn có thời lượng dài và nói: "Chúng tôi chưa từng làm những kế hoạch nhanh và khó khăn nào, nhưng hiển nhiên là bạn không thể đi tour giống như hồi bạn mới 21 tuổi được. Việc ấy ngày càng trở nên gian nan hơn. Người ta có những thứ khác tốn thời gian trong cuộc sống của họ. Nhưng đừng bao giờ nói không bao giờ." Ngày 3 tháng 2 năm 2017, Deep Purple phát hành MV của "Time for Bedlam", bài đầu tiên lấy từ album mới và là bài đầu tiên của Deep Purple sau gần 4 năm.
Ngày 29 tháng 2 năm 2020, một bài hát mới tên là "Throw My Bones" được phát hành trên mạng, còn album mới Whoosh! dự kiến trình làng vào tháng 6. Lịch phát hành album đầy đủ thời lượng về sau bị hoãn tới ngày 7 tháng 8 năm 2020 do đại dịch COVID-19. Trong một buổi phỏng vấn vào ngày 4 tháng 8 năm 2020, Gillan xác nhận anh và các thành viên khác của Deep Purple không có ý định giải nghệ ngay lập tức.

## Di sản
— Giọng ca Joe Elliot của Def Leppard nhận xét.
Deep Purple được xem là một trong những người tiên phong của nhạc hard rock và heavy metal, bên cạnh Led Zeppelin và Black Sabbath. Đài BBC cho rằng nhóm đã "gây dựng 'bộ ba bất hảo' của hard rock và heavy metal trong kỷ nguyên vàng của thế loại ở thập niên 1970." Nhóm đã tác động tới một lượng lớn ban nhạc rock và metal hậu bối như Metallica, Judas Priest, Queen, Aerosmith, Van Halen, Alice in Chains, Pantera, Bon Jovi, Europe, Rush, Motörhead, và nhiều ban nhạc thuộc trào lưu làn sóng mới của nhạc heavy metal Liên hiệp Anh như Iron Maiden, và Def Leppard. Steve Harris (tay bass kiêm cây sáng tác chính của Iron Maiden) cho biết cái chất "nặng đô" trong ban nhạc của ông được truyền cảm hứng từ "Black Sabbath và Deep Purple với một ít hương liệu Zeppelin." Eddie Van Halen (sáng lập Van Halen) tuyên dương "Burn" là một trong những đoạn guitar riff mà anh yêu thích từ trước đến nay. Nghệ sĩ guitar Brian May của Queen ví Ritchie Blackmore là "một vì sao rực rỡ và kĩ thuật siêu đẳng — khó lường theo mọi cách có thể... bạn chẳng bao giờ biết sẽ thấy gì khi bạn đi xem Purple diễn". Tay trống Lars Ulrich của Metallica bình luận: "Khi tôi mới 8 tuổi, người ta đều bàn về Deep Purple. Album yêu thích mọi thời đại của tôi vẫn là Made in Japan". Album Stormbringer (phát hành năm năm 1994) là đĩa nhạc đầu tiên mà Till Lindemann (giọng ca của ban nhạc Neue Deutsche Härte người Đức Rammstein) sở hữu.

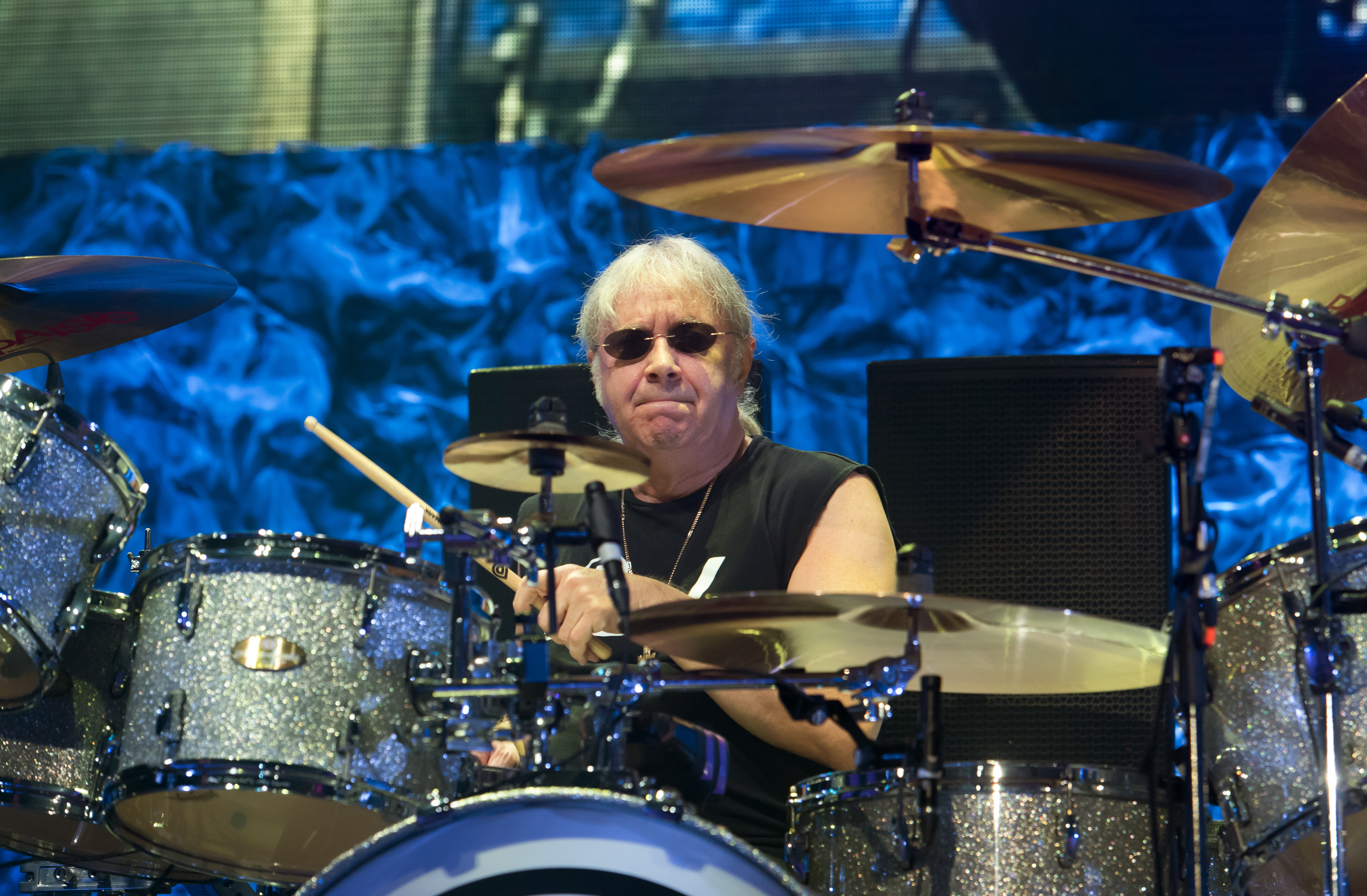
Ian Paice (ảnh chụp năm 2017) đứng ở vị trí số 21 trong danh sách 100 tay trống vĩ đại nhất của Rolling Stone, với lời bình của tạp chí viết về anh: "nếu không có thành viên duy nhất gắn bó trọn đời với Deep Purple, thì sẽ chẳng có tiếng trống của heavy metal."

Dù được phân loại vào dòng hard rock và heavy metal, âm nhạc của Deep Purple thường kết hợp các yếu tố giữa progressive rock và blues rock, làm cho nhà báo người Canada Martin Popoff từng một lần gọi ban nhạc là "điểm tham chiếu của một thể loại nhạc metal mà không cần phân loại."
Năm 2000, Deep Purple được liệt ở hạng 22 trong chương trình "100 nghệ sĩ hard rock vĩ đại nhất" của VH1. Tại lễ trao giải World Music Awards 2008, ban nhạc đã nhận Giải Huyền thoại. Năm 2011, họ nhận Giải Nhà cách tân tại lễ trao giải Classic Rock ở Luân Đôn năm 2011. Một cuộc thăm dò độc giả của Rolling Stone vào năm 2012 xếp Made in Japan là album nhạc sống hay thứ 6 mọi thời đại. Nhằm trong hoạt đông kỷ niệm 40 năm phát hành Machine Head (1972), Re-Machined: A Tribute to Deep Purple's Machine Head đã được phát hành vào năm 2012. Album tri ân này có sự góp mặt của Iron Maiden, Metallica, Steve Vai, Carlos Santana, The Flaming Lips, Black Label Society, giọng ca Jacoby Shaddix của Papa Roach, Chickenfoot (gồm hai cựu thành viên của Van Halen là Sammy Hagar và Michael Anthony, nghệ sĩ guitar Joe Satriani và Chad Smith của Red Hot Chili Peppers) và siêu ban nhạc Kings of Chaos (gồm giọng ca Joe Elliott của Def Leppard, Steve Stevens và hai cựu thành viên của Guns N' Roses là Duff McKagan và Matt Sorum).
Năm 2007, Deep Purple là một trong những nghệ sĩ chọn lọc trong tập thứ 4 của chương trình Seven Ages of Rock của BBC/VH1 – một tập phim chú trọng về heavy metal. Tháng 5 năm 2019, nhóm nhận giải Ivor Novello cho Thành tựu quốc tế từ Viện nhạc sĩ, soạn nhạc và tác giả Liên hiệp Anh.

### Đại sảnh Danh vọng Rock and Roll
Trước tháng 10 năm 2012, Deep Purple chưa từng được đề cử để ghi danh vào Dại sảnh Danh vọng Rock and Roll (dù cho họ đủ điều kiện từ năm 1993), nhưng có hai lần đề cử ghi danh vào các năm 2012 và 2013. Mặc dù xếp thứ hai trong cuộc bầu chọn của khán giả ở cuộc bỏ phiếu của người hâm mộ Đại Sảnh Rock and Roll (có hơn nửa triệu lá phiếu), nhóm vẫn không được ban tổ chức chọn vào danh sách ghi danh. Tay bass Gene Simmons của Kiss và tay bass Geddy Lee của Rush bình luận lẽ ra Deep Purple hiển nhiên phải nằm trong số những nghệ sĩ được ghi danh ở Đại sảnh Danh vọng Rock and Roll. Đã có nhiều luồng chỉ trích trong quá khứ về việc không ghi danh Deep Purple. Nghệ sĩ guitar Steve Lukather của Toto nhận xét: "họ đưa Patti Smith vào mà lại không phải Deep Purple? Bài hát đầu tiên mà mọi đứa trẻ học chơi là gì? ["Smoke on the Water"] ... Và họ không có mặt trong Đanh sảnh Danh vọng Rock and Roll? ... Đại sảnh Danh vọng Rock and Roll đã mất đi cái ngầu của nó vì những thiếu sót rõ ràng." Nghệ sĩ guitar Slash của Guns N' Roses và Velvet Revolver bày tỏ sự ngạc nhiên và không tán đồng hành động không ghi danh Deep Purple: "Danh sách những người chưa từng được đề cử làm tôi giật mình ... [nghệ sĩ] lớn với tôi là Deep Purple. Làm sao bạn có thể không ghi danh Deep Purple?". Các thành viên của Metallica là James Hetfield, Lars Ulrich và Kirk Hammett cũng đều vận động để Deep Purple được ghi danh. Trong một buổi phỏng vấn với Rolling Stone vào tháng 4 năm 2014, Ulrich van nài: "Tôi sẽ không dấn thân vào chính trị hay tất cả những thứ đại loại vậy, nhưng tôi có hai từ để nói: 'Deep Purple'. Đó là tất cả những gì tôi phải nói: Deep Purple. Nghiêm túc đấy mọi người: Deep Purple. Hai từ đơn giản bằng tiếng Anh ... 'Deep Purple'! Tôi đã nói rồi đấy nhỉ?" Năm 2015, Chris Jericho (cựu đô vật của WWE và hiện là giọng ca của ban nhạc rock Fozzy) phát biểu: "cái tin Deep Purple không có mặt trong [Đại sảnh Danh vọng] ấy. Đúng là nhảm nhí. Rõ ràng là có vài động cơ chính trị ngăn họ không vào được đó."
—Trích từ bài phát biểu của Lars Ulrich, người tiến cử Deep Purple vào Đại sảnh Danh vọng Rock & Roll.
Nhằm giải đáp những phản ứng trên, một vị giám đốc điều hành của Đại sảnh Danh vọng cho biết, "Định nghĩa của 'rock and roll' tức là nhiều thứ với nhiều người khác nhau nhưng có thể khái quát theo các phép phân loại, họ đều có chung tình yêu âm nhạc." Roger Glover vẫn cảm thấy mâu thuẫn về việc ghi danh và có được một thông tin nội bộ từ Đại sảnh, "Một thành viên của hội đồng nói, 'Anh biết đấy, Deep Purple, họ chỉ là dạng one-hit wonder thôi.' Làm sao anh có thể đồng ý với cái loại tầm thường vậy chứ?". Ian Gillan còn bình luận: "Tôi đã đấu tranh cả cuộc đời mình chống lại nạn bị thể chế hóa và tôi nghĩ bạn phải tích cực tìm kiếm những thứ này, hay nói mặt khác là hòa nhập với những người tốt, và chúng tôi không được mời đến những thứ kiểu thế." Ngày 16 tháng 10 năm 2013, Deep Purple một lần nữa được thông báo đề cử để cân nhắc đưa vào Đại sảnh, và một lần nữa họ lại không được ghi danh.
Tháng 4 năm 2015, Deep Purple đứng đầu một cuộc bầu chọn của độc giả Rolling Stone về những nghệ sĩ nên được ghi danh vào Đại sảnh Danh vọng vào năm 2016. Tháng 10 năm 2015, ban nhạc nhận được đề cử ghi danh lần thứ ba. Tháng 12 năm 2015, ban nhạc nhận được thông báo ghi danh vào Đại sảnh Danh vọng năm 2016, với lời bình của ban tổ chức: "Việc không ghi danh Deep Purple trong Đại sảnh là một lỗ hổng lớn phải bị khoả lấp", đồng thời ghi thêm rằng cũng những nghệ sĩ đã được ghi danh là Led Zeppelin và Black Sabbath, những ban nhạc đã tạo nên "Bộ ba bất hảo của hard rock và metal." Ban nhạc được chính thức ghi danh vào ngày 8 tháng 4 năm 2016. Đại sảnh Danh vọng thông báo các thành viên sẽ được ghi danh gồm: Ian Paice, Jon Lord, Ritchie Blackmore, Roger Glover, Ian Gillan, Rod Evans, David Coverdale và Glenn Hughes. Những người bị loại khỏi danh sách ghi danh là Nick Simper, Tommy Bolin, Joe Lynn Turner, Joe Satriani, Steve Morse và Don Airey.
Trước lễ tổ chức ghi danh, Ian Gillan thông báo anh đang cấm Hughes, Coverdale, Evans và Blackmore lên sân khấu biểu diễn cùng nhóm, vì những thành viên này không ở trong phiên bản "đang sống, thở" hiện tại của ban nhạc. Trong số bảy người còn sống được ghi danh, chỉ có năm người xuất hiện. Blackmore không tham dự; một bài đăng trên trang Facebook của anh ghi rằng mình rất vinh dự được ghi danh và đã cân nhắc tham dự, cho đến khi anh nhận được thư từ Bruce Payne (quản lý hiện tại của Deep Purple phiên bản lưu diễn), nói "Không!" Tuy nhiên trong các buổi phỏng vấn tại buổi lễ ghi danh, Gillan lại quả quyết rằng anh đã đích thân mời Blackmore. Trong một buổi phỏng vấn sau đó, Gillan nhắc đến việc mình mời Blackmore lên thể hiện bài "Smoke on the Water" tại buổi lễ, song Blackmore tin rằng anh không nhận được lời mời ấy. Evans (đã mất tích khỏi làng nhạc từ hơn 30 năm về trước) cũng không xuất hiện. Vì Lord mất từ năm 2012, vợ anh là Vickie đã lên nhận giải thay chồng mình. Các thành viên hiện tại của ban nhạc đã trình diễn bài "Highway Star" làm tiết mục khai mạc. Sau một đoạn dạo nhạc ngắn chơi cho bài hát "Green Onions" của Booker T. & the M.G.'s trong lúc những tấm ảnh của Jon Lord quá cố chiếu trên màn hình phía sau họ, các thành viên hiện tại của Deep Purple liền chơi thêm hai bài hát nữa: "Hush" và ca khúc trứ danh "Smoke on the Water" của họ. Mặc dù bị cấm lên sân khấu cùng Deep Purple, cả David Coverdale và Glenn Hughes (cũng như Roger Glover) đã gia nhập ban nhạc Cheap Trick (cũng được ghi danh tại buổi lễ) và một dàn sao thể hiện bản cover bài "Ain't That a Shame" của Fats Domino.

## Thành viên

### Đội hình hiện tại
- Ian Paice – trống (1968–1976, 1984–nay)
- Roger Glover – bass (1969–1973, 1984–nay)
- Ian Gillan – hát, harmonica, bộ gõ (1969–1973, 1984–1989, 1992–nay)
- Steve Morse – guitar (1994–nay)
- Don Airey – keyboard (thành viên lưu diễn 2001–2002; 2002–nay)

### Thành viên cũ
- Jon Lord – keyboard, hát bè, chuyển soạn đàn dây (1968–1976, 1984–2002; mất năm 2012)
- Ritchie Blackmore – guitar (1968–1975, 1984–1993)
- Nick Simper – bass, hát bè (1968–1969)
- Rod Evans – hát chính (1968–1969)
- Glenn Hughes – bass, hát (1973–1976)
- David Coverdale – hát chính (1973–1976)
- Tommy Bolin – guitar, hát bè (1975–1976; mất năm 1976)
- Joe Lynn Turner – hát chính (1989–1992)

### Thành viên lưu diễn
- Joe Satriani – guitar (1993–1994)
- Candice Night – hát bè (1993)[159]
- Randy California - guitar (một show năm 1972; mất năm 1997)
- Nick Fyffe – bass (vài show năm 2011)
- Jordan Rudess – keyboards (một show năm 2020)

## Danh sách đĩa nhạc

### Album phòng thu
- Shades of Deep Purple (1968)
- The Book of Taliesyn (1968)
- Deep Purple (1969)
- Deep Purple in Rock (1970)
- Fireball (1971)
- Machine Head (1972)
- Who Do We Think We Are (1973)
- Burn (1974)
- Stormbringer (1974)
- Come Taste the Band (1975)
- Perfect Strangers (1984)
- The House of Blue Light (1987)
- Slaves and Masters (1990)
- The Battle Rages On... (1993)
- Purpendicular (1996)
- Abandon (1998)
- Bananas (2003)
- Rapture of the Deep (2005)
- Now What?! (2013)
- Infinite (2017)
- Whoosh! (2020)
- Turning to Crime (2021)
- =1 (2024)